# Arenaria neelgherrensis
Arenaria neelgherrensis là loài thực vật có hoa thuộc họ Cẩm chướng. Loài này được Wight & Arn. mô tả khoa học đầu tiên năm 1834.